# Episodi di Star Trek: Strange New Worlds (terza stagione)
La terza stagione della serie televisiva Star Trek: Strange New Worlds, composta da 10 episodi, è pubblicata sul servizio di streaming on demand Paramount+ a partire dal 17 luglio 2025.
| nº | Titolo originale               | Titolo italiano                 | Pubblicazione     |
| -- | ------------------------------ | ------------------------------- | ----------------- |
| 1  | Hegemony, Part II              | Egemonia - Seconda parte        | 17 luglio 2025    |
| 2  | Wedding Bell Blues             | Wedding Bell Blues              | 17 luglio 2025    |
| 3  | Shuttle to Kenfori             | Navetta per Kenfori             | 24 luglio 2025    |
| 4  | A Space Adventure Hour         | Un'ora di avventura spaziale    | 31 luglio 2025    |
| 5  | Through the Lens of Time       | Attraverso la lente del tempo   | 7 agosto 2025     |
| 6  | The Sehlat Who Ate Its Tail    | Il sehlat che si mangiò la coda | 14 agosto 2025    |
| 7  | What is Starfleet?             | Cos'è la Flotta Stellare?       | 21 agosto 2025    |
| 8  | Four-And-A-Half Vulcans        | Quattro vulcaniani e mezzo      | 28 agosto 2025    |
| 9  | Terrarium                      | Terrario                        | 4 settembre 2025  |
| 10 | New Life and New Civilizations | Nuova vita e nuove civiltà      | 11 settembre 2025 |

## Egemonia - Seconda parte
- Titolo originale: Hegemony, Part II
- Diretto da: Chris Fisher
- Scritto da: Henry Alonso Myers e Davy Perez (storia); Davy Perez (sceneggiatura)

### Trama
Pike ordina di penetrare il campo di scudi del cacciatorpediniere gorn con lo scopo di nascondere un localizzatore in un siluro inesploso; subito dopo l'Enterprise raggiunge la flotta. L'ammiraglio April gli concede ufficiosamente di raggiungere i Gorn nei pressi di un sistema binario, dove i rettili utilizzano il pozzo gravitazionale creato dai due astri per scomparire dai radar. Per evitare di essere rilevati, all'Enterprise viene installato il trasmettitore inventato da Scott. Nel frattempo, all'interno del gigantesco cacciatorpediniere, Noonien-Singh, M'Benga, Kirk e Ortegas si risvegliano all'interno di bozzoli digestivi dei Gorn, dove erano stati rinchiusi assieme ai coloni parnassusiani; La'an, grazie alla sua precedente esperienza coi letali rettili, conduce i colleghi alla fuga dopo aver sottratto ai Gorn un caccia e i codici del teletrasporto. Mentre Spock e Chapel salvano il capitano Batel dall'imminente nascita dei piccoli gorn che infestano il suo corpo grazie al sangue illyriano di Chin-Riley, quest'ultima e Uhura elaborano una teoria sulle stagioni vitali dei rettili, che apparentemente seguono i cicli stellari. L'Enterprise viene messa così fra le due stelle e simula una'espulsione di massa coronale che induce i Gorn, che avevano iniziato un'invasione della Federazione, al letargo: vengono così recuperati gli ufficiali e i coloni rapiti. La nave e la Federazione sono, per il momento, salve.
- Guest star: Adrian Holmes (Robert April), Melanie Scrofano (Marie Batel), Dan Jeannotte (Sam Kirk), Carol Kane (Pelia).
- Altri interpreti: Rong Fu (Jenna Mitchell), Matia Jackett (infermiere Bo).

## Wedding Bell Blues
- Titolo originale: Wedding Bell Blues
- Diretto da: Jordan Canning
- Scritto da: Kirsten Beyer e David Reed

### Trama
Data stellare 2251.7 (2261). L'Enterprise si trova ormeggiata alla Base Stellare 1 dopo lo scontro coi Gorn; la base è in fermento per gli imminenti festeggiamenti per il centennale della fondazione della Federazione. Anche Spock è in fermento: è imminente infatti anche il ritorno di Chapel dall'internato in archeologia medica con il dottor Korby. Una volta arrivata a bordo, l'infermiera rivela di essere in una relazione amorosa con lo scienziato. Il giorno successivo Spock si risveglia con Christine al suo fianco: è il giorno del loro matrimonio. Il solo a rendersi conto che qualcosa è cambiato è Korby, che si reca dal Vulcaniano a riferirgli quale sia la realtà dei fatti e questi, per tutta risposta, in un eccesso di gelosia lo percuote. L'emozione fa tornare la memoria anche a Spock, che ipotizza tutte le anomalie in cui si è imbattuto in passato (variazione di fase, campo di indeterminazione), ma viene confutato dal computer di bordo. Spock e Kirby tentano inutilmente di convincere l'equipaggio dell'Enterprise, che ha scambiato i festeggiamenti per il centennale per un ricevimento di nozze; alla fine i loro sospetti si concentrano sul wedding planner, che in realtà si rivela essere un dispettoso alieno immateriale con il potere di plasmare la materia, e quindi anche le menti degli umanoidi. Messo alle strette, l'alieno viene raggiunto e rimproverato dal padre, che si scusa con i presenti per i "giochi" del suo "bambino". A Spock non resta che consolarsi accettando l'invito al ballo della tenente Noonien-Singh.
- Guest star: John de Lancie (padre del wedding planner), Cillian O'Sullivan (Roger Corby), Rhys Darby (wedding planner), Melanie Scrofano (Marie Batel), Dan Jeannotte (Sam Kirk), Mynor Luken (Beto Ortegas), Chris Myers (infermiere Gamble).
- Altri interpreti: Myles Dobson (bartender vulcaniano), Kira Guloien (Kelzing, bartender edosiana), Ron Kennel (delegato r'ongoviano).
- Anche se non è nominato nell'episodio, l'alieno burlone è palesemente Trelane,[3] già apparso nell'episodio Il cavaliere di Gothos della serie originale, in cui veniva interpretato da William Campbell, episodio ambientato circa cinque anni più tardi in cui sottoporrà il capitano Kirk ai suoi giochi/tortura. Il dottor Korby invece era già apparso, interpretato da Michael Strong, nell'episodio, sempre della serie classica, Gli androidi del dottor Korby, sempre ambientato cinque anni più avanti.

## Navetta per Kenfori
- Titolo originale: Shuttle to Kenfori
- Diretto da: Dan Liu
- Scritto da: Onitra Johnson e Bill Wolkoff

### Trama
Data stellare 2449.1. Il capitano Batel ha una ricaduta, così il dottor M'Benga, Spock e Chapel suggeriscono un'ultima disperata cura per la donna: il rarissimo fiore chimera, della cui coltura si stava occupando un insediamento scientifico federale sul pianeta Kenfori, prima che i Klingon l'attaccassero durante la guerra. Il pianeta è attualmente zona interdetta sia alla Federazione che ai Klingon, e così il capitano Pike ordina di avvicinarsi andando contro i regolamenti. Assieme all'amico medico scende sul pianeta, che è completamente privo di fauna, e rintraccia l'avamposto federale in rovina, dove i due trovano i chimera e alcuni recenti cadaveri di Klingon che sembrano essere stati divorati. Improvvisamente nel sistema irrompe un incrociatore klingon, da cui si sgancia una navetta che distrugge quella di Pike e M'Benga, che nel frattempo erano penetrati nell'avamposto e recuperato i fiori. Qui vengono stanati da una donna e due uomini klingon che però vengono attaccati da degli esseri "non vivi" (e quindi non rilevabili dai sensori di forme di vita) che si rivelano essere gli scienziati federali e i Klingon che li attaccarono. M'Benga scopre che gli scienziati avevano modificato geneticamente il chimera con il genoma di un muschio perenne, ma l'attacco klingon aveva liberato il muschio che aveva contaminato tutti, trasformandoli in zombie affamati di carne. Unendo le forze, la Klingon e i due Umani riescono a raggiungere il tetto, dove la donna rivela a M'Benga di essere Bytha, la figlia del generale Dak'Rah e che vorrebbe recuperare l'onore perso – a suo dire – a causa del tradimento del padre nei confronti dell'Impero, uccidendo il suo assassino. Dopo un duello rituale, M'Benga riesce ad avere la meglio e a risparmiarla; la donna, non sopportando l'onta, si sacrifica attirando gli zombie e permettendo così ai due di fuggire sulla navetta klingon poco prima di essere recuperati in extremis dall'Enterprise che la timoniera Ortegas, disobbedendo a un ordine della comandante Chin-Riley, con una pericolosa (e inutile) manovra aveva portato a velocità curvatura in atmosfera. Ortegas, che non ha superato del tutto il trauma subìto coi Gorn, viene sospesa dal Primo Ufficiale.
- Guest star: Christine Horn (Bytha), Melanie Scrofano (Marie Batel), Chris Myers (Dana Gamble).
- Altri interpreti: Ishan Davé (ten. Scannell).

## Un'ora di avventura spaziale
- Titolo originale: A Space Adventure Hour
- Diretto da: Jonathan Frakes
- Scritto da: Dana Horgan e Kathryn Lyn

### Trama
Mentre l'Enterprise si trova nei pressi di una stella di neutroni, Pike e Chin-Riley affidano a Noonien-Singh il compito di testare lo sperimentale ponte ologrammi. La tenente, con l'aiuto di Spock e Scotty, crea una simulazione in cui interpreta Amelia Moon, una detective alla Hercule Poirot che si trova a indagare sul caso dell'omicidio del produttore di una serie fantascientifica dei tardi anni sessanta del XX secolo, The Final Frontier. Gli indiziati sono i membri dello staff della serie che, a quanto pare, non sarebbe stata confermata dalla vittima per una seconda stagione. Sfortunatamente il ponte ologrammi assorbe una quantità abnorme di energia e il computer sembra non riuscire a disattivare il programma: La'an/Amelia e Spock sono intrappolati nella simulazione e per uscire dovranno risolvere il caso. Con uno stratagemma, Scotty inganna la IA e si infila nella simulazione per comunicare a Noonien-Singh la situazione critica dell'Enterprise che, senza energia, si trova in balìa delle radiazioni mortali della stella di neutroni. La'an risolve il caso smascherando l'insospettabile killer; lo sviluppo del ponte ologrammi viene così rimandato a tempi tecnologicamente più maturi.
- Cast olografico: Anson Mount (TK Bellows, creatore di The Final Frontier), Jess Bush (Adelaide Shaw, attrice), Celia Rose Gooding (Joni Gloss, agente), Melissa Navia (Lee Woods, attrice e aspirante sceneggiatrice western), Babs Olusanmokun (Anthony Macbeau, spasimante di Shaw), Rebecca Romijn (Sunny Lupino, produttrice).
- Guest star: Chris Myers (Dana Gamble), Paul Wesley (Maxwell Saint, attore).
- Altri interpreti: Rong Fu (Jenna Mitchell), Kira Guloien (aliena della serie).
- La serie fittizia The Final Frontier è una palese parodia della serie classica Star Trek. Ogni personaggio ha una sua eco: Bellows rappresenta il genio di Gene Roddemberry, Lupino la testardaggine di Lucille Ball, Shaw ricorda la serietà di Leonard Nimoy, Woods DeForest Kelley, che era amante del western, e infine Saint, che carica l'interpretazione iconica di William Shatner.[4]

## Attraverso la lente del tempo
- Titolo originale: Through the Lens of Time
- Diretto da: Andi Armaganian
- Scritto da: Onitra Johnson e Davy Perez

### Trama
Data stellare 2184.4. Chapel chiede a Pike l'appoggio dell'Enterprise per l'importante scavo archeologico diretto da lei e dal dottor Korby sul pianeta Vadia IX, in territorio m'kroon. Qui trovano un imponente tempio occultato, segno di un'antica civiltà con tecnologia avanzatissima. Chapel e Korby, assieme a Noonien-Singh, Spock, Gamble e Uhura, accompagnati dal filmmaker Beto Ortegas, che sta girando un documentario, si addentrano nella struttura, dove l'infermiere rimane gravemente ferito agli occhi dopo aver maneggiato una sfera aliena ritrovata su di un cadavere di un antico tombarolo alieno. Mentre Gamble viene riportato sull'Enterprise, il resto della squadra rimane intrappolato nel tempio quando l'indigeno N'Jal, appartenente ai M'Kroon, cerca di abbandonarlo in tutta fretta, venendo disintegrato. Il tempio si rivela una trappola mortale: le porte che fanno comunicare le varie stanze infatti si rivelano dei teletrasporti e ben presto la squadra si ritrova frammentata a coppie. Intanto M'Benga scopre che Gamble è posseduto da un Vezda, un'antica creatura extradimensionale che, assieme ai suoi simili, era imprigionata nel tempio: il capitano Batel, avendo DNA gorn, riesce a smascherare la creatura che successivamente uccide un membro dell'equipaggio prima di essere a sua volta catturata da Scotty nel buffer del teletrasporto, dopo che Pelia è costretta a uccidere, suo malgrado, lo sfortunato infermiere. La Lanthanitiana, terrorizzata, aveva riconosciuto, come Batel, il Vezda. Sul pianeta, la squadra scopre che il tempio è quantisticamente attivo e cambia continuamente realtà: fu utilizzato dall'antica specie autoctona per evolvere all'immortalità a livello subatomico, con l'effetto collaterale di portare i Vezda sul piano materiale. Il drone di Beto rivela loro che si trovano ancora nella stessa stanza ma su piani quantistici differenti dove l'effetto precede la causa: una volta capito il meccanismo, i sei riescono a guadagnare l'uscita.
- Guest star: Cillian O'Sullivan (Roger Korby), Melanie Scrofano (Marie Batel), Dan Jeannotte (Sam Kirk), Mynor Luken (Beto Ortegas), Chris Myers (Dana Gamble), Carol Kane (Pelia).
- Altri interpreti: David MacInnis (Rex), Ish Morris (N'Jal).

## Il sehlat che si mangiò la coda
- Titolo originale: The Sehlat Who Ate Its Tail
- Diretto da: Valerie Weiss
- Scritto da: David Reed e Bill Wolkoff

### Trama
James T. Kirk, ora Primo Ufficiale della USS Farragut, ritiene che il capitano V'Rel sia troppo cauta nelle sue azioni. La Farragut si trova nei pressi di un pianeta di Classe M extra-federale, Helicon Gamma, quando esso viene distrutto da una forza sconosciuta che danneggia gravemente la nave. V'Rel, rimasta seriamente ferita, cede il comando a Kirk; sul posto arriva l'Enterprise che viene però catturata dal misterioso vascello alieno che ha causato la distruzione di Helicon. Mentre Spock, Uhura, Scott e Chapel si portano sulla Farragut per prestare assistenza, Kirk si ritrova al comando in una situazione disperata e con a disposizione pochi mezzi. Ordina a Scott di ripristinare la curvatura, nonostante l'ingegnere cerchi di convincerlo che la Farragut è troppo malridotta per sopportarla; come previsto la nave si blocca subito dopo aver raggiunto il vascello alieno (che si rivela essere una misteriosa nave-spazzino presente nelle leggende di diverse specie, Gorn inclusi) e Kirk, resosi conto del peso del comando, è preso dallo sconforto e dall'ansia al punto che gli altri ipotizzano di sollevarlo dal comando, ma poi decidono di parlargli e incoraggiarlo a proseguire. Sull'Enterprise, Pike e il suo equipaggio si ritrovano in una situazione altrettanto disperata: senza energia, senza comunicazioni, con un collettore ombelicale alieno conficcato sullo scafo e degli alieni che si aggirano minacciosi per la nave. Si scopre che il vascello alieno ricerca un materiale, l'aldentium, in pianeti e in altri vascelli, che cattura e smembra al suo interno. Mentre Chin-Riley, Ortegas, Pelia e M'Benga si occupano di attivare manualmente i razzi di manovra, Pike e Noonien-Singh cercano di far sganciare il collettore, venendo attaccati dagli alieni. Con uno stratagemma, la Farragut finge di essere piena di aldentium, cosa che attira il vascello-spazzino, il quale viene danneggiato e successivamente distrutto da Kirk, che segue i suggerimenti dell'astuto Spock, subito dopo che l'Enterprise è riuscita a liberarsi. Kirk e Pike scoprono nello stesso momento la vera origine della nave aliena: si tratta di vascello generazionale terrestre del XXI secolo (prima del primo contatto con i Vulcaniani) che gli Umani avevano lanciato per cercare un nuovo mondo da colonizzare dopo che la Terra era stata quasi distrutta dall'inquinamento e dalla terza guerra mondiale, e che per qualche sconosciuto motivo si era trasformato nella nave-spazzino.
- Guest star: Paul Wesley (James T. Kirk), Carol Kane (Pelia).
- Altri interpreti: Adam Chan (marinaio della Farragut), Linnea Currie-Roberts (medico della Farragut), Zoe Doyle (capitano V'Rel), Rong Fu (Jenna Mitchell), Jo-Anne Leach (guardiamarina Maurer), Paloma Nuñez (Alvarez).
- Il sehlat è un animale domestico vulcaniano; da bambino, Spock ne possedeva uno di nome I-Chaya (apparso nell'episodio della serie animata Viaggio a ritroso nel tempo).
- Fra i minuti 11 e 12, mentre l'Enterprise è imprigionata nelle viscere del vascello alieno fra i rottami di altre navi, è chiaramente visibile il TARDIS, l'avveniristica macchina dello spaziotempo del Doctor Who.[5]